# Parco naturale nazionale di Holosijvs'kyj
Il Parco naturale nazionale di Holosijvs'kyj (in ucraino Націона́льний приро́дний парк «Голосі́ївський»?) è un'area naturale protetta situata a Kiev, in Ucraina. È situata ai margini dell'area metropolitana della capitale e in una sezione dell'area boschiva lungo il fiume Dnepr. Occupa una superficie di 4525,52 ettari ed è gestito dal Ministero dell'ecologia e delle risorse naturali.
All'interno dell'area si trovano laghi, zone umide e una significativa biodiversità, oltre a monumenti di interesse storico, artistico ed etnografico, che conferiscono al parco una grande importanza per la ricesca scientifica, il monitoraggio degli ecosistemi e la conservazione naturale.

## Topografia

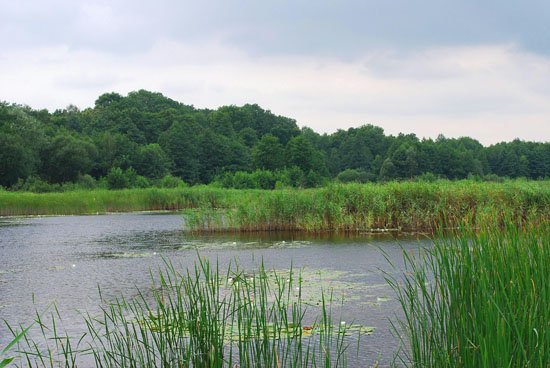
Una delle zone umide del parco.

L'area del parco appartiene alla zona della steppa boscosa dell'Europa orientale e la maggior parte della sua superficie (oltre il 90% del totale) è ricoperta da boschi. Le zone umide occupano circa 66,2 ettari e i restanti 45,9 ettari sono occupati da masse d'acqua.
Rientra nella fascia climatica "clima temperato umido con estate calda" (Cfa) della classificazione dei climi di Köppen. Questo clima è caratterizzato da forti escursioni termiche, sia diurne che stagionali, con estati miti e inverni freddi e nevosi.

## Flora e fauna
La flora del parco comprende circa 650 specie di tracheofite, 118 specie di muschi e oltre 60 specie di funghi. Alcune di queste specie sono tutelate a livello internazionale, nazionale e regionale. Tra le tracheofite che popolano il parco, cinque specie sono elencate tra le specie strettamente protette secondo la convenzione per la conservazione della vita selvatica e dei suoi biotopi in Europa, una è nella lista rossa regionale europea, 24 rientrano nel libro rosso dell'Ucraina e 29 sono considerate rare a livello regionale.
La fauna è costituita da 31 specie di molluschi terrestri, 190 specie di insetti e 181 specie di vertebrati (21 specie di pesci ossei, 10 specie di anfibi, 6 specie di rettili, 100 specie di uccelli e 44 specie di mammiferi). Alcune di queste specie sono tutelate a livello internazionale, nazionale e regionale:
- 9 specie rientrano nella Lista rossa IUCN (4 vertebrati e 5 invertebrati);
- 93 specie sono considerate strettamente protette dalla convenzione per la conservazione della vita selvatica e dei suoi biotopi in Europa;
- 11 specie sono elencate nella convenzione sul commercio internazionale delle specie minacciate di estinzione;

Tra le specie di vertebrati presenti nel libro rosso dell'Ucraina, si trovano nel parco due rettili (ramarro orientale, colubro liscio), 4 uccelli (biancone, aquila anatraia maggiore, colombella, picchio dorsobianco), alcuni mammiferi (toporagno d'acqua mediterraneo, ermellino, puzzola europea, alcune specie di lontra) tra cui dieci specie di chirotteri (serotino comune, pipistrello di Nathusius, pipistrello albolimbato, pipistrello nano, pipistrello pigmeo, nottola comune, nottola minore, orecchione comune, serotino bicolore, vespertilio di Daubenton). tra gli invertebrati si trovano il sicofante, alcune specie di lucanidi, il cerambice muschiato, lo scarabeo eremita, alcune specie di elateridi e papilionidi, la polissena e altre farfalle.
Nel parco hanno dimora numerose querce secolari, primule e piante acquatiche.